# UCAS
英國大學及院校聯合招生系統（英語：Universities and Colleges Admissions Service，簡稱UCAS）是英國全國大學的統一學生申請機構。其資金來自申請學生所付的申請費，和各大學及學院所付的均攤費。
英國大學及院校聯合招生辦事處設於切爾滕納姆Marle Hill附近，處在B4075和A435的交叉處。靠近切爾滕納姆賽馬場，處在教區佩斯貝瑞內。

## 申请流程
几乎所有的英国高等教育机构都是UCAS的成员，所有想要在英國上本科的學生，包括本地學生（home student，英國和歐盟國家學生）和國際學生都可以选择通過UCAS來申請學校，或通过英国各大学官网渠道申请。UCAS基本上申請能遞交一次。申請中總共有五個課程选择，其內容保密，各申請院校無法看到申請人的其他申請項。除去牛劍和一些特殊課程之外，大部份課程的申請截止日期為入學前的一月中旬。

### 醫學
申請醫學、牙醫學和獸醫學的學生只有四個選擇（餘下的一個可以選其他課程，但不能選此三項）。申請截止日期為入學前一年的10月15日。

### 藝術和設計
2009年之前，藝術與設計學系學生只可揀選三項課程，現時已同正常課程無異。部分藝術與設計學系課程申請截止日期或會延至3月。

### 牛劍
申請牛津大學和劍橋大學者的截止日期為入學前一年的10月15日，與醫學、牙醫學和獸醫學相同。此外如果申請人不是這兩所大學的在讀生或剛畢業的學生，便不能同時報考牛劍。

### 費用
2022年申請費用為：只申請一門課收22英鎊，申請兩門及以上收26.5英鎊。費用一般由學生自己支付。

### 申請表
申請表中要填入過去和現在的學歷、就業經歷、犯罪記錄、個人陳述（personal statement）和推薦書（reference）。申請經由UCAS交給各個申請院校，並由後者決定錄取與否。
其中個人陳述相當之重要，在此學生有機會自由陳述自己對課程的愛好和相關的優點。個人陳述也是面試時的重要問題之一。其長度為47行（包含空行）或4,000字節（包含空格）。

### 通知書
在一月截止日期前遞交申請的學生通常會在五月中旬之前收到其申請被接受與否的信息，不過UCAS的建議是各大院校最好在三月末作出所有決定，因此在此之前大部份學生都可能已經收到了通知信。如果一個學生的所有申請全部被拒，則可通過UCAS Extra程序補選一個還有空位的大學。Extra程序在二月中旬至六月末可用。如果還是未能被錄取，則可使用UCAS Clearing聯繫其他院校。

#### 類型
通知書（offer）分為兩類：一類是有條件錄取（conditional），即錄取與否取決於學生是否能滿足申請學校給出的成績要求；另一類是完全不需要未來成績的無條件錄取（unconditional）。一旦學生收到所有回覆，便必須定下一個固定選擇（Firm Acceptance）或者加上一個保險選擇（Insurance Acceptance）。選擇接受無條件錄取為固定選擇即意味著將會退回其他所有申請，相反，若選擇有條件錄取則還有機會選擇一個保險項，在未能達到第一選擇的要求時，可申請滿足保險項。因此最終通知書的組合形式只可能是以下4類：
1. UF（一個無條件錄取，無保險項）
2. CF（一個有條件錄取，無保險項）
3. CF + UI（一個首選有條件錄取，一個無條件錄取的保險項）
4. CF + CI（一個首選有條件錄取，一個有條件錄取的保險項）

此外，如果有多餘座位，即使學生稍微低於院校給出的有條件錄取通知書，大多數院校仍會接受這些學生。

### 補錄
UCAS Clearing是在錄取時段的最末端時進行補錄的程序，時間為七月至九月末，沒有被任何學校錄取的學生可以通過此程序再次尋找一個願意招生的大學。但在Clearing程序結束后，有的大學可能也會進行公開廣告招生。
UCAS Adjustment適用於其成績超過自己預期因此希望能申請更好的大學的學生，在此學生也可以尋找願意接受他們的大學，此程序開始於他們確定自己所有的通知書之後或八月的第三個星期四（即A-level成績公開日），一般共運行連續5天。但是在8月31日，無論是否期滿五天，程序結束。

## UCAS下屬
除去本科生申請服務外，UCAS還有兩個研究生申請服務，即2007年引入的為普通研究生提供服務的UKPASS（UK Postgraduate Application and Statistical Service）和為持有PGCE或PGDE的教師提供服務的GTTR（Graduate Teacher Training Registry）。
英國八所音樂學院需要通过UCAS下的CUKAS來申請。

## 外部連結
- 官方网站
  - UCAS tariff （页面存档备份，存于） ("UCAS points") table
- 中的“UK university admissions”
- UKPASS （页面存档备份，存于） - applications service for postgraduate courses
- YouTube上的UCAS頻道
- UCAStv （页面存档备份，存于）